# Hylarana macrodactyla
Hylarana macrodactyla es una especie de anfibio anuro de la familia Ranidae.

## Distribución geográfica
Esta especie se encuentra:
- en el sureste de la República Popular China en las provincias de Guangdong, Guangxi, Hainan y Hong Kong;
- en Vietnam;
- en Camboya;
- en Laos;
- en Birmania;
- en Tailandia;
- en la península de Malasia.[3]

## Publicación original
- Günther, 1858 : Catalogue of the Batrachia Salientia in the collection of the British Museum[4]